# Kimura Shigenari
Kimura Shigenari (木村 重成, 1593-2 de junio de 1615) fue un Samurái japonés de principios del período Edo. Un criado del clan Toyotomi, Shigenari luchó en el Asedio de Osaka  (liderando las fuerzas de Toyotomi en la Batalla de Imafuku) y murió en la batalla.